# Escape (Hemenwayの曲)
「Escape」は、Hemenwayの3枚目のシングル。2012年5月23日にKi/oon Musicから発売された。

## 概要
テレビアニメ『エウレカセブンAO』のオープニングテーマ。

## 収録曲
1. Escape [3:36]
2. Shifting [4:40]
3. ここにいない君へ [5:01]
4. hemenway escape(lightning guitar ver.) [3:36]